# Colonna votiva

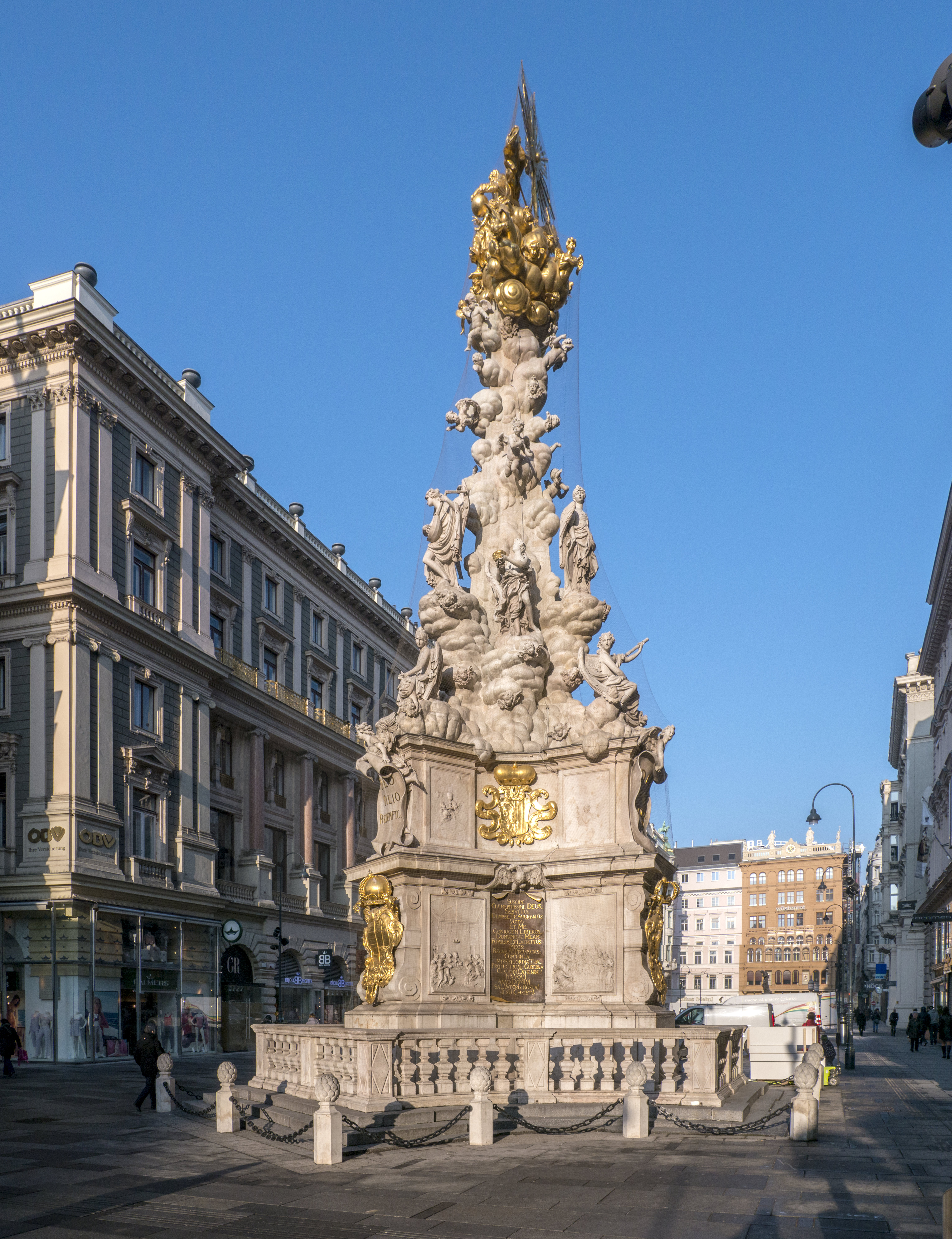
La Colonna della Peste di Vienna

La colonna votiva è un particolare tipologia di capitello votivo, legata dunque al culto popolare cristiano e spesso avente funzione di ex voto.
La sua derivazione è di epoca romana, quando già si riscontrano esempi antichi di colonne votive pagane, di cui è un celebre esempio la Colonna di Giove di Magonza.

## Tipologia
Le colonne votive sono delle strutture di dimensione variabile, costituite generalmente da un piedistallo su cui si erge una colonna, sulla sommità della quale è solitamente posta la statua del santo a cui il monumento è consacrato. La superficie del fusto può essere decorata a bassorilievo.

## Esempi
Le colonne votive sono segni del sacro diffusi in molte parti d'Europa. Se ne ritrovano numerosi esempi in diverse località dell'Italia e soprattutto dell'Austria, della Svizzera e della Baviera, ma anche nell'Europa centro-orientale; a volte si tratta di edifici autonomi, altre volte di elementi inseriti in complessi votivi articolati.
A Milano tra il XVI e il XVII secolo furono erette decine di colonne votive sia come voto per la cessazione della peste, sia come altari per permettere agli appestati di assistere alle messe senza uscire dalle proprie case.
Ad esempio lungo la SS 13 Pontebbana, all'altezza di Castello Roganzuolo (TV), è visibile una colonna votiva dedicata all'Immacolata, ex voto per la protezione degli automobilisti e frutto del culto popolare locale degli anni cinquanta.
In località come Carpesica (TV), la colonna votiva può assumere valore commemorativo dei caduti in guerra del paese, essendo dunque sovrastata non da una figura di santo, ma da un'aquila che prende il volo.
Nel Canton Ticino, la colonna votiva della chiesa di San Bartolomeo di Vezio è parte integrante dei decori e del luogo sacro.
Nell'Europa centro-orientale, in città come Vienna, Monaco di Baviera, Olomouc, Banská Bystrica, sono ricorrenti colonne votive edificate come ex voto per la fine di pestilenze. Anche le colonne votive di Brugherio (MB) sono state erette come atto di devozione e ringraziamento da parte dei sopravvissuti alla peste del 1576.

## Elenco delle più famose
- Colonna di Giove, Magonza, II secolo
- Colonne di San Marco e San Todaro, Piazzetta San Marco, Venezia, XII secolo
- Colonna del Verziere, Largo Augusto, Milano, 1580
- Colonna della Madonna, Marienplatz, Monaco di Baviera, 1638
- Colonna della Vergine, am Hof Platz, Vienna, 1667
- Colonna della Peste, Graben di  Vienna, 1683-93
- Colonna della Trinità, Klagenfurt am Wörthersee, 1689
- Colonna di Sant'Anna, Innsbruck, 1704-06
- Colonna dell'Immacolata, Kutná Hora, 1713-15
- Colonna della Trintà, Mödling, 1714
- Colonna della Santissima Trinità, Olomouc, 1714-16
- Colonna della Trinità, Teplice, 1719
- Colonna della Madonna, Banská Bystrica, 1719
- Colonna della Trinità, Hauptplatz, Linz, 1723
- Colonna della Trinità, Zwettl, 1726
- Colonna della Trinità, Timișoara, 1731-38
- Colonna della Peste, Timișoara, 1753-56
- Colonna della Trinità Kremnica, 1765-72
- Colonna della Madonna, Třeboň, 1780
- Colonna della Trinità, Sankt Pölten, 1782

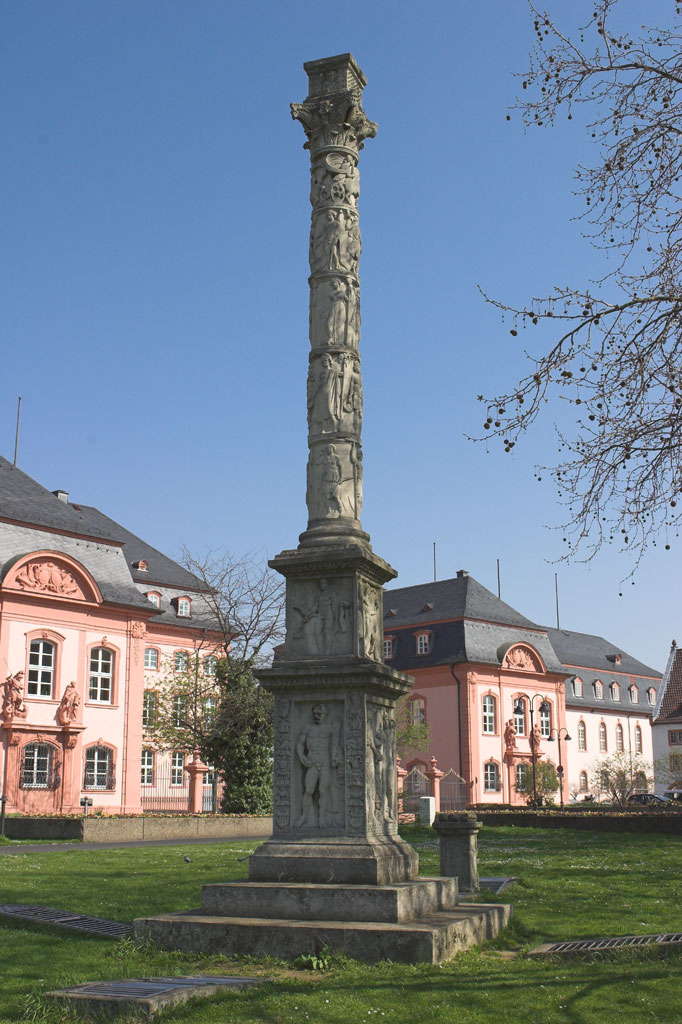
La colonna pagana di Magonza
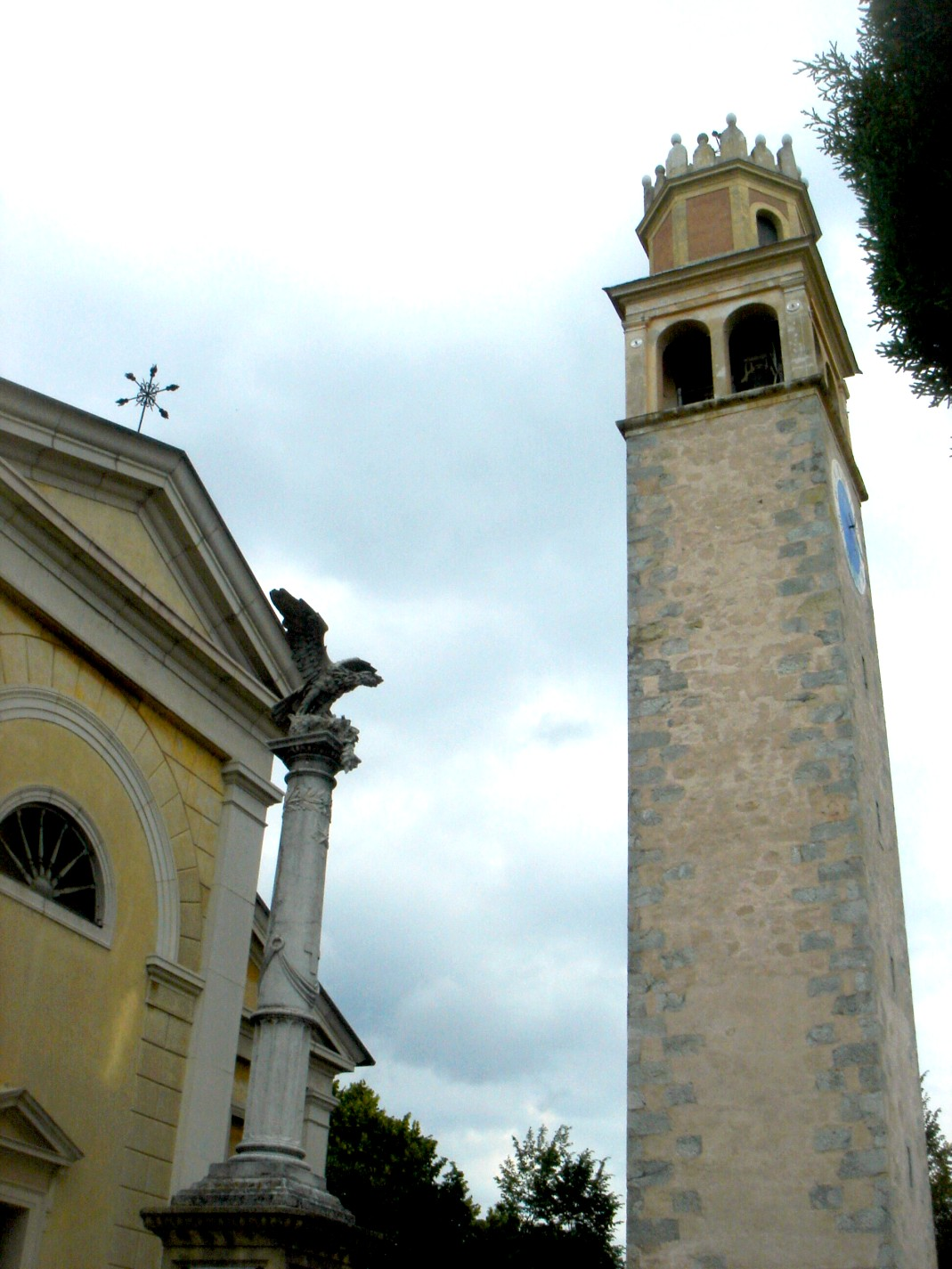
La colonna votiva di Carpesica
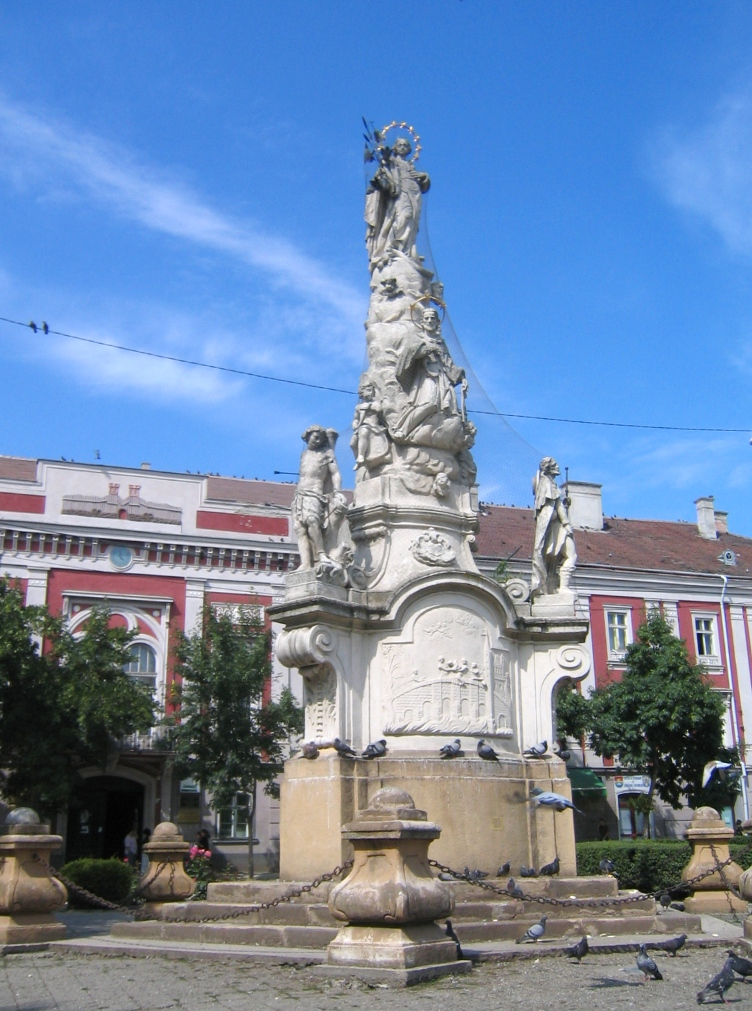
Colonna della Peste, Timișoara
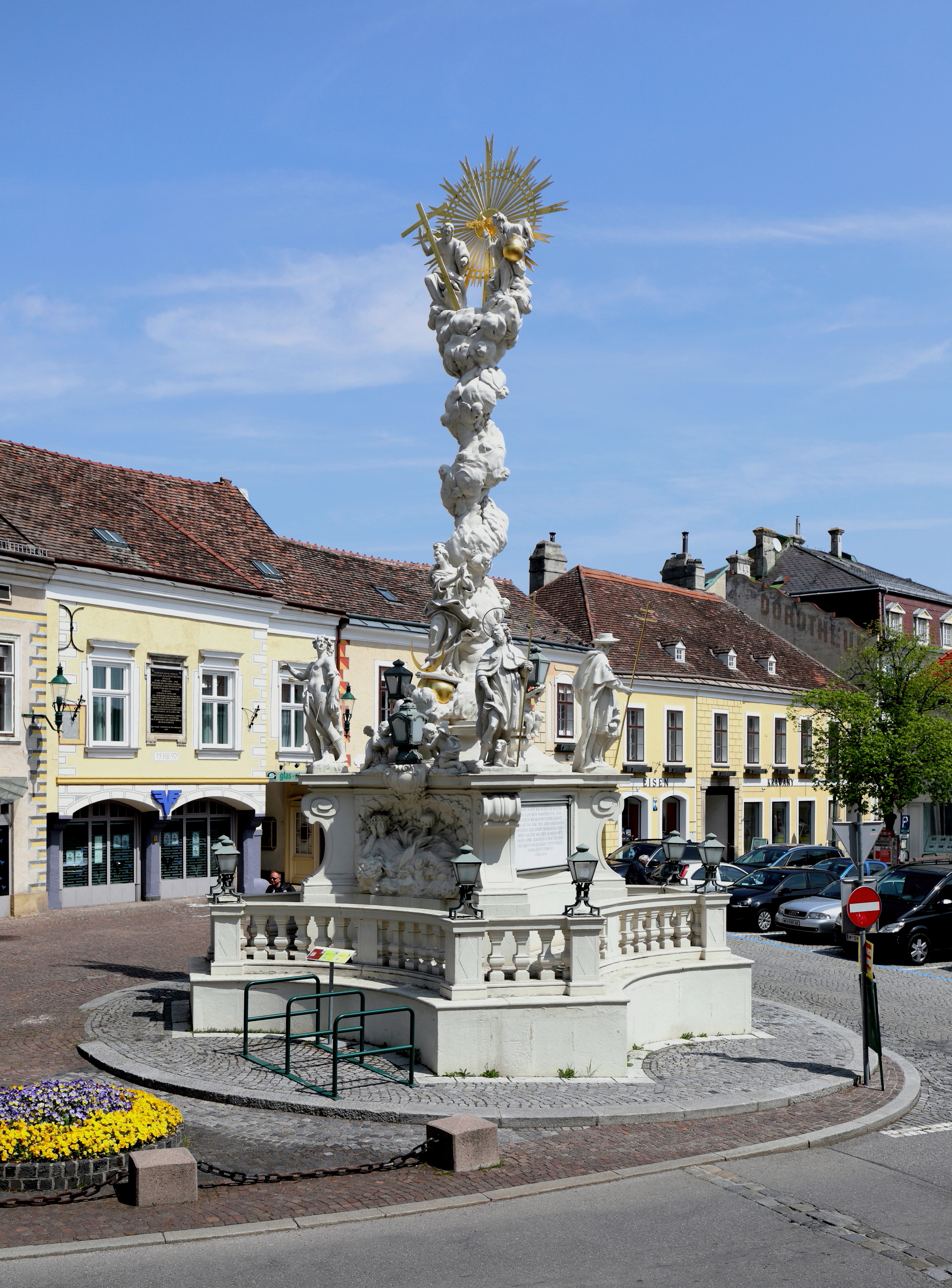
Colonna della Trinità di Mödling
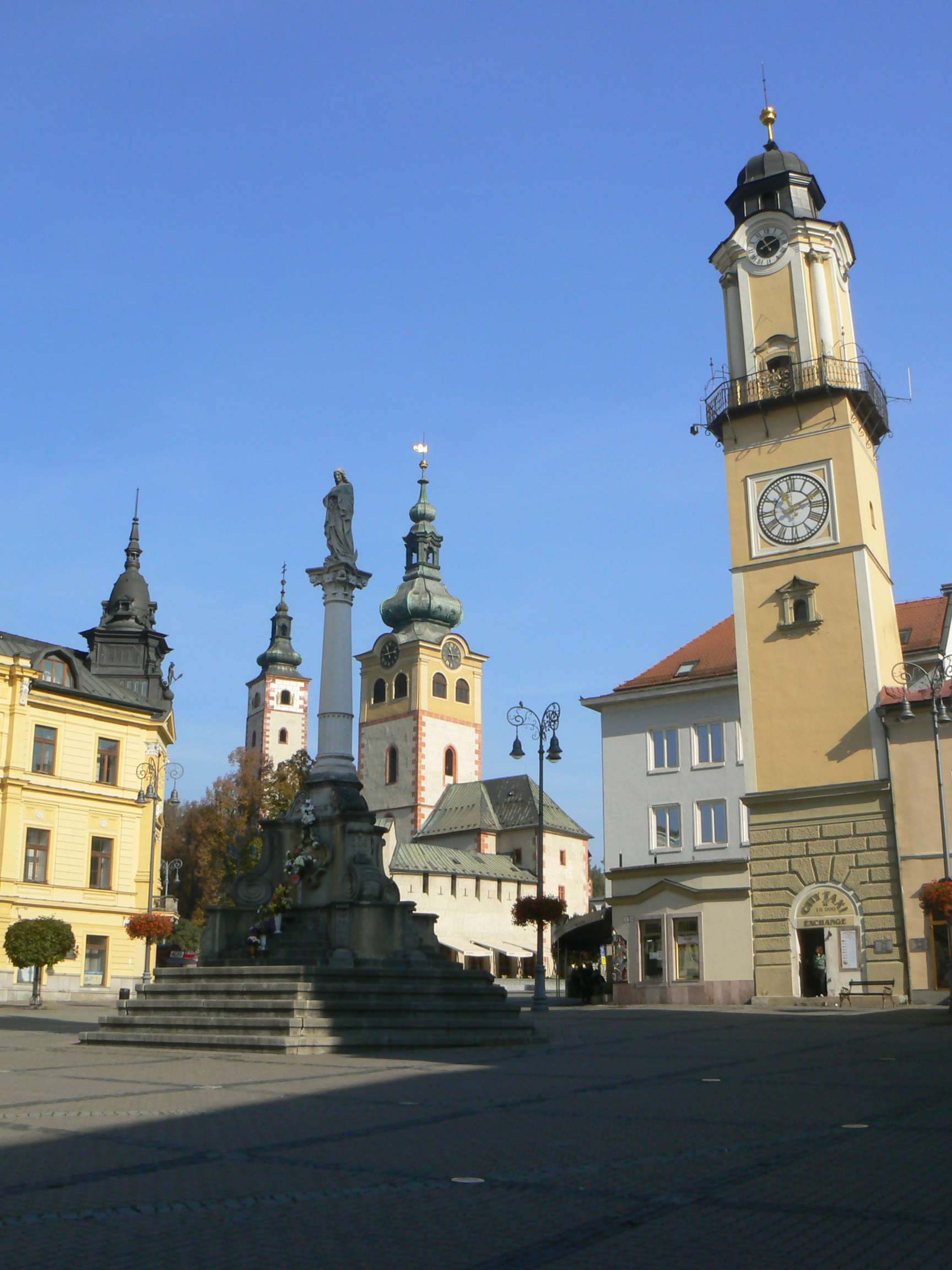
Colonna della Madonna nella piazza centrale di Banská Bystrica
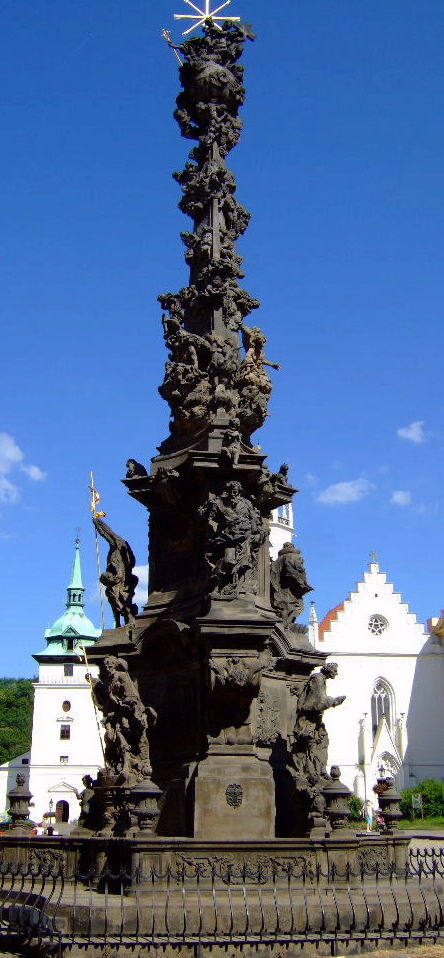
Colonna della Peste di Teplice